# ヘイデン・クリステンセン
ヘイデン・クリステンセン（Hayden Christensen, 1981年4月19日 - ）は、カナダの俳優。身長183cm。初期の一部作品では「ヘイデン・クリスチャンセン（Hayden Christiansen）」名義となっている。

## 来歴

### 生い立ち
ブリティッシュコロンビア州バンクーバーにて、デンマーク系カナダ人の父親とイタリア人とスウェーデン人の血を引く母親のもとに生まれる。兄、姉、妹がいる。

### キャリア

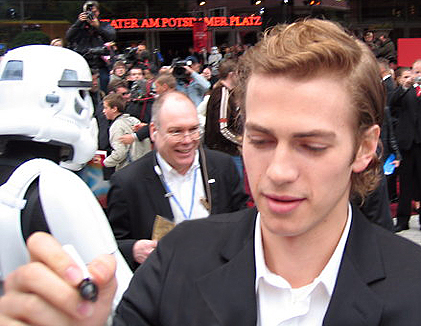
『スター・ウォーズ エピソード3/シスの復讐』のプレミアムでのクリステンセン（ドイツ・ベルリン、ポツダム広場、2005年5月）

7歳の時にCM出演した姉に付いて行ったところスカウトされ、12歳からテレビドラマに出演。2000年公開の『マウンテン・ウォーズ/ホライズン高校物語』における、継母から性的誘惑を受けたショックで麻薬に溺れてしまう少年役で注目を集めた。翌年公開のケヴィン・クライン主演映画『海辺の家』で多感な時期の息子役を演じてゴールデングローブ賞 助演男優賞候補となり、ナショナル・ボード・オブ・レビューではブレイクスルー演技賞を受賞する。
2003年に主演した『ニュースの天才』はトム・クルーズ総指揮の下、実兄のトーヴ・クリステンセンが製作を務めている。
俳優以外の活動では2004年のルイ・ヴィトン（秋冬）の広告キャンペーンモデルを務めたほか、2013年にカナダのファッションブランドであるRW&Co.とコラボした製品を発売した。

### スター・ウォーズ
2002年にSF大作『スター・ウォーズ エピソード2/クローンの攻撃』で若き頃のダース・ベイダー、"アナキン・スカイウォーカー"役に抜擢された。彼は出演する前からスター・ウォーズのファンであり、幼少期は兄のトーヴと共にミレニアム・ファルコン号で遊んでいたとも発言している。この作品に出演したことにより、日本でも多くのファンが増えた。
2005年公開の『スター・ウォーズ エピソード3/シスの復讐』でもダークサイドに堕ちるアナキンを演じた。また、旧三部作の『スター・ウォーズ エピソード6/ジェダイの帰還』の2004年版（DVD版）以降では、CG合成によりアナキンの霊体として出演した。2019年公開の『スター・ウォーズ/スカイウォーカーの夜明け』でもアナキン役として声のみ出演している。
2022年配信のテレビドラマ『オビ＝ワン・ケノービ』や2023年に配信されたドラマ『アソーカ』で再度アナキン（ベイダー）を演じている。

### 来日
2002年に『スター・ウォーズ エピソード2/クローンの攻撃』で初来日以降、『ニュースの天才』（東京国際映画祭）、『スター・ウォーズ エピソード3/シスの復讐』（ジョージ・ルーカス、リック・マッカラム、イアン・マクダーミドと共に）『ジャンパー』（撮影と宣伝でそれぞれ1回）、2022年度の東京コミコンで計6回来日している親日家である。
また、2025年のスター・ウォーズセレブレーションでも来日しており、4月18日、19日 (クリステンセン自身の誕生日)、20日に渡り、写真撮影会、サイン会が開催された。なお、19日の撮影会は、発表から1週間が経たないうちに売り切れとなった。

### スター・ウォーズ セレブレーション
これまでに何度も、スター・ウォーズ セレブレーションに参加したことのある、人気ゲストでもある。
2022年に開催された際は、テレビドラマ『オビ＝ワン・ケノービ』の宣伝も兼ねて、主演のユアン・マクレガーと共に参加した。
2023年に開催された中でトークショーのパネルに登壇した際は、ファンからの声援に涙ぐむ様子が見られた。

## 人物
『スター・ウォーズ』シリーズの撮影中は共演者で恋人役のナタリー・ポートマンと交際し、「SWカップル誕生か」と騒がれるが、シリーズ完結後、悲恋に終わったと報じられる。そのためか、以降ナタリーとは共演しておらず、ナタリーが結婚したときもコメントしていない。
2007年から『ジャンパー』で共演したレイチェル・ビルソンと交際、2008年12月に婚約するが、2010年8月に婚約を解消したことを発表した。しかしその後復縁。
それ以降も交際は続いており、2014年10月29日に二人の間に第一子(女児)のブライアー・ローズ・クリステンセン(Briar Rose Christensen)が誕生した。
2017年9月にビルソンと別れている。
また、娘について、スター・ウォーズのキャシアン・アンドーを演じているディエゴ・ルナと対談を行った際、「娘にダース・ベイダーに扮した自分の姿を見せたことがあるのか」と質問されると、彼は「いいえ」と答えた。これについて、「自分がスター・ウォーズにベイダー役として出演していること自体は知っているが、スター・ウォーズには8歳の子供が見るには適さない不穏なシーンもあるため、娘にいつどうやって見せるか悩んでいる」と発言している。
2007年に彼はカナダのオンタリオ州アクスブリッジ近辺の農場を購入している。農場について、2008年に自身で農場を改修し、時間を作物や家畜、農業用機械について学ぶことに費やしていると述べた。

## 受賞歴
- 2001年：ナショナル・ボード・オブ・レビュー ブレイクスルー若手俳優賞 『海辺の家』
- 2003年：ゴールデンラズベリー賞 ワースト助演男優賞 『スター・ウォーズ エピソード2/クローンの攻撃』
- 2004年：ラス・パルマス映画祭 男優賞（ピーター・サースガードと共に） 『ニュースの天才』
- 2006年：ゴールデンラズベリー賞 ワースト助演男優賞 『スター・ウォーズ エピソード3/シスの復讐』
- 2006年：MTVムービー・アワード 悪役賞 『スター・ウォーズ エピソード3/シスの復讐』

## 主な出演作品

### 映画
| 公開年 | 邦題 原題                                                                              | 役名                                          | 備考                                                                                                  | 吹き替え                             |
| ------ | -------------------------------------------------------------------------------------- | --------------------------------------------- | --- | ------------------------------------ |
| 1994   | マウス・オブ・マッドネス In the Mouth of Madness                                       | 新聞の売り子                                  | |                                      |
| 1995   | Street Law                                                                             | 少年時代のジョン・ライアン                    | | N/A                                  |
| 1998   | ガールズ・ルール!/100%おんなのこ主義 The Hairy Bird                                    | ティンカの彼氏                                | |                                      |
| 1999   | エアスピード Free Fall                                                                 | パトリック・ブレナン                          | | 不明                                 |
| 1999   | ヴァージン・スーサイズ The Virgin Suicides                                             | ジェイク・ヒル・コンリー                      | |                                      |
| 2001   | 海辺の家 Life as a House                                                               | サム・モンロー                                | ゴールデングローブ賞 助演男優賞 ノミネート                                                            | 浪川大輔                             |
| 2002   | スター・ウォーズ エピソード2/クローンの攻撃 Star Wars Episode II: Attack of the Clones | アナキン・スカイウォーカー                    | ゴールデンラズベリー賞 最低助演男優賞 受賞 ゴールデンラズベリー賞 最低スクリーンカップル賞 ノミネート | 浪川大輔                             |
| 2003   | ニュースの天才 Shattered Glass                                                         | スティーブン・グラス                          | | 鈴村健一                             |
| 2005   | スター・ウォーズ エピソード3/シスの復讐 Star Wars Episode III: Revenge of the Sith     | アナキン・スカイウォーカー / ダース・ベイダー | ゴールデンラズベリー賞 最低助演男優賞 受賞                                                            | 浪川大輔                             |
| 2006   | ファクトリー・ガール Factory Girl                                                      | ロック・スター（ビリー・クィン）              | | （吹き替え版なし）                   |
| 2007   | アウェイク Awake                                                                       | クレイ・ベレスフォード・Jr.                   | ゴールデンラズベリー賞 最低スクリーンカップル賞 ノミネート                                            | 川田紳司                             |
| 2007   | Virgin Territory                                                                       | ロレンゾ・デ・ランベルティ                    | | N/A                                  |
| 2008   | ジャンパー Jumper                                                                      | デヴィッド・ライス                            | | 浪川大輔（劇場公開版、テレビ朝日版） |
| 2009   | ニューヨーク、アイラブユー New York, I Love You                                        | ベン・ムスタッシュ                            | | （吹き替え版なし）                   |
| 2010   | Quantum Quest: A Cassini Space Odyssey                                                 | ジャマー                                      | 声の出演                                                                                              | N/A                                  |
| 2010   | テイカーズ Takers                                                                      | A.J.                                          | | 浪川大輔                             |
| 2010   | リセット Vanishing on 7th Street                                                       | ルーク                                        | | 浪川大輔                             |
| 2014   | クライム・スピード American Heist                                                      | ジェームズ・ケリー                            | | 諏訪部順一                           |
| 2014   | ザ・レジェンド Outcast                                                                 | ジェイコブ                                    | | 浪川大輔                             |
| 2015   | きみが還る場所 90 Minutes in Heaven                                                    | ドン・パイパー牧師                            | 日本劇場未公開                                                                                        | 阪口周平                             |
| 2017   | ファースト・キル First Kill                                                            | ウィル                                        | | 浪川大輔                             |
| 2018   | ハッピーシェフ! 恋するライバル Little Italy                                            | レオ                                          | | 浪川大輔                             |
| 2019   | ラスト・マン 地球最後の男 The Last Man                                                 | カート                                        | 別題『ラストマン 世紀末の男』 日本劇場未公開                                                          | 宮本克哉                             |
| 2019   | スター・ウォーズ/スカイウォーカーの夜明け Star Wars: The Rise of Skywalker             | アナキン・スカイウォーカー                    | 声の出演（カメオ出演）                                                                                | 浪川大輔                             |

### テレビ
| 放映年 | 邦題 原題                                                                                    | 役名                                          | 備考                                     | 吹き替え   |
| ------ | -------------------------------------------------------------------------------------------- | --------------------------------------------- | ---------------------------------------- | ---------- |
| 1993   | Family Passions                                                                              | スキップ・マクディア                          |                                          | N/A        |
| 1995   | ミアの告白/女優ミア・ファロー スキャンダラス・ライフ Love and Betrayal: The Mia Farrow Story | フレッチャー                                  | テレビ映画                               |            |
| 1995   | Harrison Bergeron                                                                            | エリック                                      | テレビ映画                               | N/A        |
| 1996   | ダニエル・スティール/タイタニック No Greater Love                                            | テディ・ウィンフィールド                      | テレビ映画                               |            |
| 1996   | Forever Knight                                                                               | アンドレ                                      | ゲスト出演                               | N/A        |
| 1997   | Goosebumps                                                                                   | ゼイン                                        | ゲスト出演                               | N/A        |
| 1999   | Real Kids, Real Adventures                                                                   | エリ・グッドナー                              | ゲスト出演                               | N/A        |
| 1999   | Are You Afraid of the Dark?                                                                  | カーク                                        | ゲスト出演                               | N/A        |
| 1999   | The Famous Jett Jackson                                                                      | スティーヴン                                  | ゲスト出演                               | N/A        |
| 2000   | Trapped in a Purple Haze                                                                     | オリン・クレイグ                              | テレビ映画                               | N/A        |
| 2000   | マウンテン・ウォーズ/ホライズン高校物語 Higher Ground                                        | スコット・バリンジャー                        | 計22話出演                               | 鈴木圭一郎 |
| 2022   | オビ＝ワン・ケノービ Obi-Wan Kenobi                                                          | アナキン・スカイウォーカー / ダース・ベイダー | Disney+オリジナル作品 リミテッドシリーズ | 浪川大輔   |
| 2023-  | アソーカ Ahsoka                                                                              | アナキン・スカイウォーカー / ダース・ベイダー | Disney+オリジナル作品 リミテッドシリーズ | 浪川大輔   |

## 日本語吹き替え
『スター・ウォーズ エピソード2/クローンの攻撃』以降、ほとんどの作品を浪川大輔が担当し、専属（フィックス）となっている。
また、浪川とクリステンセンは2022年6月16日に都内で実施された「最終話直前『オビ＝ワン・ケノービ』ユアン×ヘイデン×監督に直撃LA－東京中継イベント」にて、浪川自身は登壇できなかったものの共演者の森川智之から浪川の伝言が伝えられるという形で認知され、クリステンセン本人からも公認されている。また、2025年4月19日に開催された『スター・ウォーズ セレブレーション』では浪川はクリステンセンと直接の共演こそはなかったものの同じ会場に居合わせることになり、舞台裏での対面が実現した。この様子は同年5月2日に放送された『【マーベル＆スター・ウォーズ特番】ディズニーっコらぢお@超声優祭2025』にてオンエアされた。
このほかにも、鈴木圭一郎、鈴村健一、川田紳司、諏訪部順一、阪口周平、宮本克哉なども声を当てたことがある。